# John Gill (Kletterer)

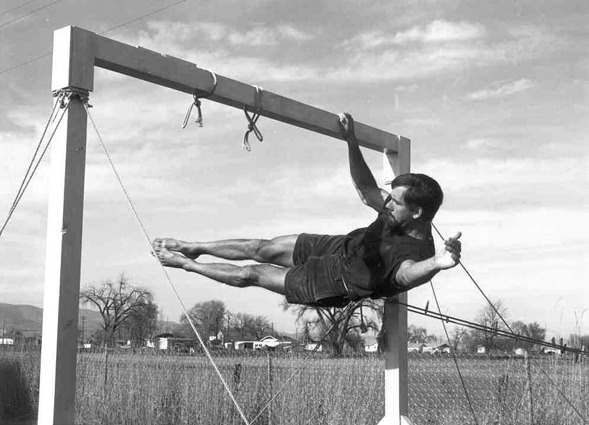
Gill beim Turnen

John Gill (* 1937) ist ein US-amerikanischer Sportler, der Bouldern in den USA etabliert hat. Mit Bouldern kam er im Wald von Fontainebleau in Berührung.
John Gill begann 1955, an kleinen Felsblöcken zu klettern und sah dies anfänglich als reine Trainingsmöglichkeit für seinen eigentlichen Sport, das Ringeturnen. Er schaffte es allerdings durch kontinuierlichen Aufbau seiner Muskulatur und seines Kletterkönnens, 1961 die Route „Thimble“ (9-) erstzubegehen. Er führte auch eine eigene Bewertungsskala für seine Kletterprobleme ein, die B-Skala, wobei diese schnell wieder in Vergessenheit geriet. Heute wird in den meisten Bouldergebieten die Fb (Fontainebleau-Skala) benutzt.
Was jedoch den Klettersport stark beeinflusste, waren die dynamischen Bewegungsabläufe, die John Gill als erster intensiv in seinen Bouldern verwendete. John Gill wird oft als „Father of modern bouldering“ bezeichnet, was viel über seinen Stellenwert und Einfluss in der heutigen Kletterszene aussagt.

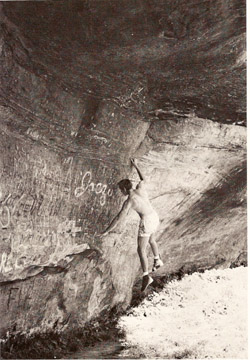
Gill in einem dynamischen Kletterzug

In besonderer Weise prägte er das Bouldern in den USA, da er über seine sportlichen Höchstleistungen hinaus in der Lage war, sein Bouldern zu reflektieren und einen theoretischen Überbau zu liefern. Sporthistorisch bedeutsam ist sein Artikel „The art of bouldering“, der 1969 im American Alpine Journal erschien. Ein weiteres Zeitdokument stellt der Schwarzweißfilm „The silent climber“ aus dem Jahr 1976 dar, der die Dynamik des Gillschen Boulderns illustriert. John Gill betrachtete das Bouldern nicht nur als reine Sportart, sondern empfand es als eine Art der Selbstfindung. Er war der Auffassung, dass jeder Kletterer seinen „Weg“ finden müsste. Für ihn bot das Bouldern eine Möglichkeit, seine eigenen Grenzen kennenzulernen. Im Hauptberuf Universitätsprofessor für Mathematik, ging er an das Bouldern wie an einen mathematischen Beweis heran.